# Dalj
Dalj (maďarsky Dálya, v srbské cyrilici Даљ) je vesnice v Chorvatsku, na břehu řeky Dunaje. Administrativně spadá po općinu Erdut a Osijecko-baranjskou župu. V roce 2011 v Dalji žilo 3 937 obyvatel.
Obec je známá díky hraničnímu přechodu se Srbskem, které se nachází na druhém břehu řeky Dunaje. Rovněž je obec železniční křižovatkou, směřují sem trať z Vukovaru a trať z Osijeku, resp. Varaždínu. Dále pokračuje železnice přes Dunaj do Srbska.
V centru obce se nachází vinařské muzeum.

## Obyvatelstvo
Obyvatelstvo obce tvoří z 54 % Srbové, z 37 % Chorvati a z 5,7 % Maďaři. Místní pravoslavný kostel je zasvěcen sv. Deméterovi (Dimitrije), místní katolický kostel sv. Josefovi.

## Odobnosti spjaté s historií města
- Milutin Milanković